# Ronald Blaes
Ronald Blaes est un peintre et poète belge né en 1954 à Bruxelles,.

## Biographie
Ronald Blaes est né à Bruxelles (Belgique). Il a étudié à l'Académie Royale des Beaux-Arts de Bruxelles. Installé en Ardèche (France) en 1976, il vit désormais depuis de nombreuses années à Domme (Dordogne, France).

## Œuvre
Il a participé à des expositions collectives à Paris et Lyon. Une rétrospective de son œuvre s'est tenue au Château de Vogüé (Vogüé, Ardèche, France) en 1991. Plusieurs de ses œuvres sont dans des collections privées en Europe et aux États-Unis d'Amérique.

## Publications
- Je t'écrirai... Lausanne, dans D'écrire ma ville, Lausanne, éditions Soleil Blanc, 2021,  (ISBN 9782940605705), p. 112.
- Une part d'inexistence - Promenades, Le Lys Bleu Éditions, 2021,  (ISBN 979-1037733511)
- Jean-Louis Gonterre, Passions d'Ardèche, Lyon, Éditions Stéphane Bachès, mai 2005,  (ISBN 2-915266-15-8).
- Bernadette Menu, dessins de Ronald Blaes, Anaglyphes, autoédition, 1988,  (ISBN 978-2903971045).